# NGC 6434
NGC 6434 ist eine 12,4 mag helle balkenspiralförmige Seyfertgalaxie (Typ 1) vom Hubble-Typ SBbc im Sternbild Drache und etwa 120 Millionen Lichtjahre von der Milchstraße entfernt.
Sie wurde am 6. Juni 1788 von Wilhelm Herschel mit einem 18,7-Zoll-Spiegelteleskop entdeckt, der sie dabei mit „eF, stellar, with 300 power lE in parallel“ beschrieb.